# جون مانرز
جون مانرز (بالإنجليزية: John Manners)‏ (و. 1914 – 2020 م) هو لاعب كريكت بريطاني، ولد في إكستر، ويحمل رتبة عسكرية Lieutenant commander (Royal Navy) ‏، توفي في نيوبري ‏، عن عمر يناهز 106 عاماً.

## التعليم
تعلم في الكلية البحرية الملكية لبريطانيا ‏
.

## الخدمة العسكرية
خدم في البحرية الملكية البريطانية.